# Allium fraseri
Allium fraseri är en amaryllisväxtart som först beskrevs av Francis Marion Ownbey, och fick sitt nu gällande namn av Lloyd Herbert Shinners. Allium fraseri ingår i släktet lökar, och familjen amaryllisväxter. Inga underarter finns listade i Catalogue of Life.